# Moszkvai Állami Egyetem

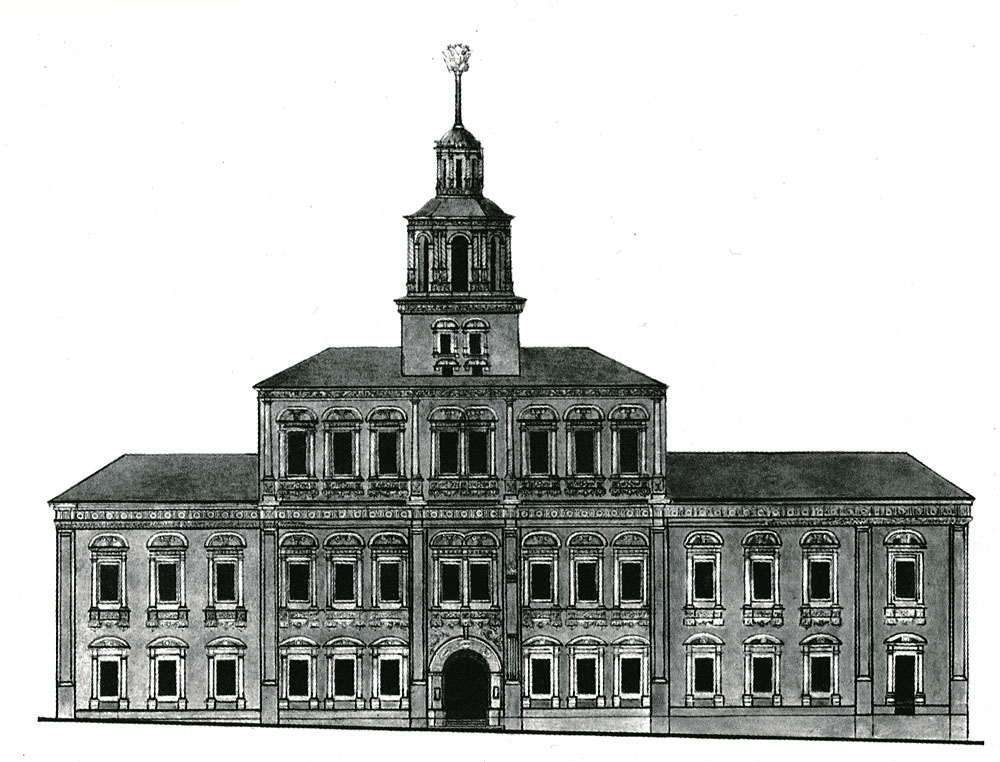
Az egyetem épülete 1755 és 1787 között a Vörös téren

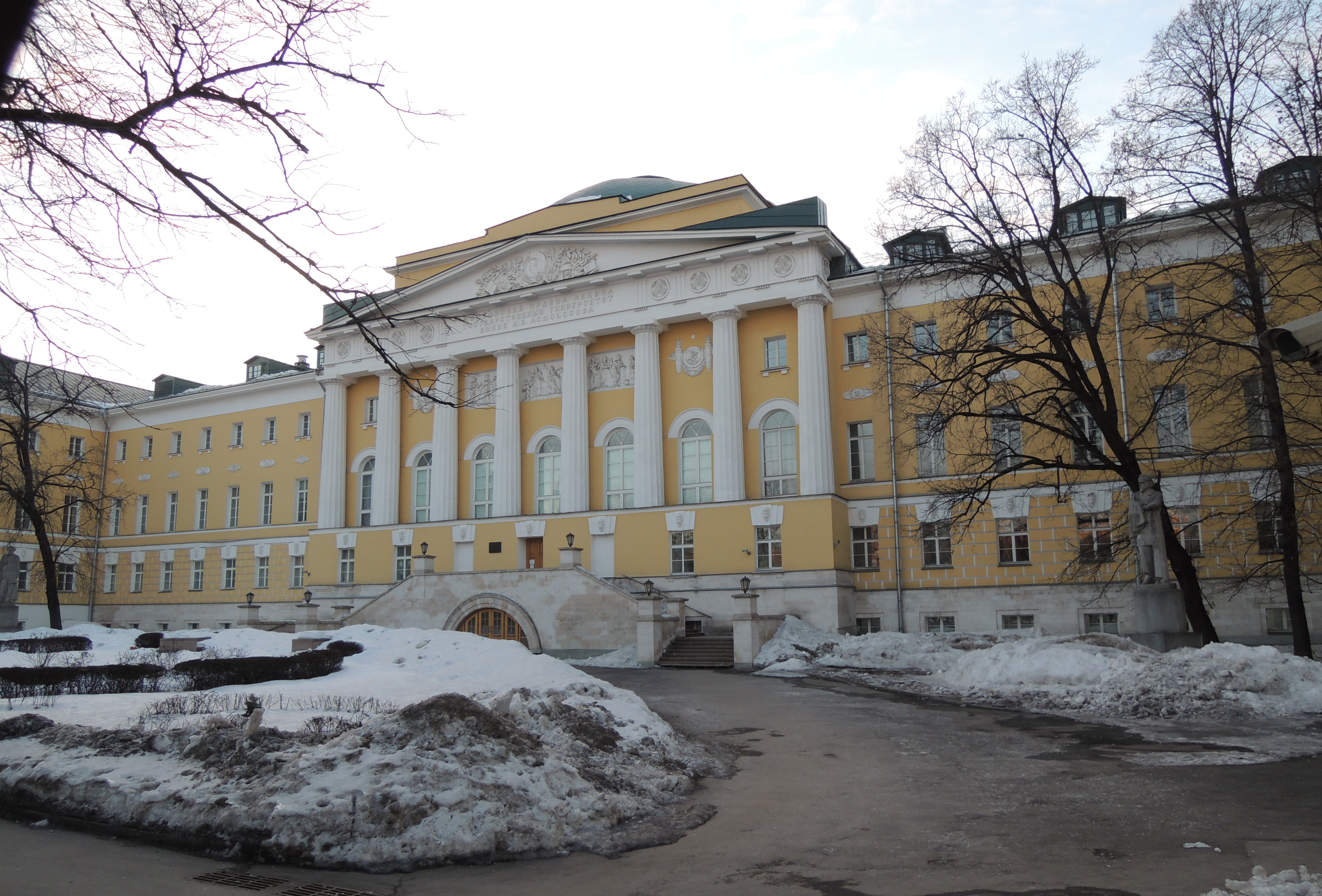
Az egyetem eredeti épülete Moszkva belvárosában, a Moha utcában

A Moszkvai Állami Egyetem, teljes nevén az M. V. Lomonoszov Moszkvai Állami Egyetem (oroszul Моско́вский госуда́рственный университе́т и́мени М. В. Ломоно́сова [Moszkovszkij goszudarsztvennij unyiverszityet imenyi M. V. Lomonoszova], rövidítve MGU) Moszkva legnagyobb egyeteme, melyet Erzsébet cárnő alapított 1755-ben Mihail Vasziljevics Lomonoszov polihisztor kezdeményezésére. Oroszország leghíresebb egyeteme, amely a világ legjobbjai közé tartozik. Több mint 600 épülettel rendelkezik, a főépület, mely a Hét nővér-felhőkarcolók egyike, a Veréb-hegyen található. 29 karának több mint 350 tanszékén mintegy 47 000 hallgatójának körülbelül 4000 oktató áll rendelkezésére.

## Története

### Az alapítás és a kezdetek
A moszkvai egyetem története az 1700-as évek elejére nyúlik vissza. I. Péter cár Szentpétervárott alapított egyetemet, ám ez nem váltotta be a hozzá fűzött reményeket. Ezért Mihail Lomonoszov fizikus-kémikus azt javasolta Suvalov grófnak, Erzsébet cárnő kegyencének, hogy Moszkvában alapítsanak egyetemet. 1755. január 25-én a cárnő aláírta az alapításról döntő rendeletet, és április 26-án rendezték a megnyitó-ünnepséget.
Eredetileg az egyetemnek három kara volt, a hallgatók először a tudományok és humán tárgyak területén kaptak alapképzést a filozófiai karon, majd dönthettek, hogy maradnak a karon, vagy átmennek a jogi vagy az orvosi karra. A korabeli európai egyetemekkel ellentétben itt nem volt teológiai oktatás, mivel erre külön intézmények létesültek. Az oktatás latin vagy orosz nyelven folyt. Az egyetem a jobbágyságon kívül minden közember számára nyitva állt, még az 1800-as években is mindössze három nemesi származású professzora volt, és a hallgatók többsége sem származott nemesi családból. A legjobb diákoknak külföldi tanulási lehetőséget is biztosított az intézmény.
Az egyetem eleinte ingyenes volt, később csak a nagyon szegény családok gyermekei kaptak felmentést a tandíj alól. Az egyetem felszereléseit, könyveit, a diákok számára ösztöndíjakat gazdag patrónuscsaládok (például a Davidovok és a Sztroganovok) adományai finanszírozták. 1756-ban, az egyetemi nyomdában készült el az első orosz újság, a Moszkovszkije Vedmomosztyi és 1760-ban ugyanitt nyomtatták az első moszkvai irodalmi folyóiratot, Poleznoje Uveszelenyije (Hasznos mulatság) címmel. 1756-tól száz éven keresztül az egyetemi könyvtár volt Moszkva egyetlen nyilvánosan látogatható könyvtára.

### A 18. és 19. század
Az egyetem 1804-ben kiváltságlevelet kapott, ami nagyobb szabadságot biztosított az intézménynek. Az egyetemet a Professzorok Testülete irányította, a rektort és a dékánokat is ők választották. A testület által kiadott dokumentumokra nem volt érvényes a cenzúra. a 18. század folyamán négy kar működött: a filológiai, a matematikai és fizikai, az erkölcsi és politikatudományi, és az orvostudományi. 1804-től az egyetem alá tartoztak Oroszország központi területeinek általános- és középiskolái.
Az egyetem oktatói és hallgatói aktívan részt vettek a Napóleon ellen vívott harcban, Kutuzov tábornok maga is megemlítette a hősiességüket. A háború során az egyetem épülete leégett, a könyvtára megsemmisült. Közadakozásból 1815-re mintegy 7500 kötetes könyvtárat sikerült összegyűjteni az egyetem számára. 1820-ra már több mint 500 hallgatója volt. A jobbágyság 1861-es eltörlése az egyetem életére is kihatott. Elkezdték szélesíteni a tantárgyak listáját, hogy a curriculum megfeleljen a kor megnövekedett követelményeinek, és az egyetem megfelelő szakembereket és hivatalnokokat képezzen. Az egyetemi professzorok a középiskolai oktatáshoz is hozzájárultak azzal, hogy tankönyveket írtak, az egyetemi hallgatók pedig tanítottak.
II. Sándor cár meggyilkolása (1881) után az egyetemek korábbi szabadságát megnyirbálták, a tananyagot szigorú felügyelet alá vették.
Az egyetem első 150 éve alatt olyan neves személyek kerültek ki az intézményből, mint Anton Csehov, Vaszilij Kandinszkij vagy Borisz Csicserin.

### A 20. század
Az 1917-es forradalom után az oktatási rendszert teljesen átszervezték. A tanulás mindenki számára ingyenes lett, az egyetemet teljes egészében az állam finanszírozta. Az egyetem egyes karait külön intézményekké szervezték ki, hogy így még több diákot vehessenek fel. Megszüntették az előadásokat és a diákok 3-5 fős tanulócsoportokban tanultak és így is vizsgáztak. A módszer nem bizonyult különösebben sikeresnek, ezért 1932-ben elhagyták. 1941-re a Moszkvai Állami Egyetem több mint 5000 hallgatóval rendelkezett, 30 professzora pedig tagja volt a Szovjet Tudományos Akadémiának is. Az 1930-as évektől az '50-es évekig az oktatás politikai elnyomás alatt állt, sok tudóst és tanárt bebörtönöztek, bizonyos tárgyakat nem lehetett tanítani, és a szovjet tudósoknak szinte semmilyen kapcsolatuk nem volt külföldi kollégáikkal.
A második világháború alatt a diákok egy része bevonult és Moszkva védelmében segédkezett, a professzorok egy részét Türkmenisztánba, később Szverdlovszkba menekítették. A kutatás a háború alatt is folyt, segítve a haditechnika fejlesztését, például új fajta robbanóanyagokat fejlesztettek. A háború ideje alatt mintegy 3000 hallgató és dolgozó vesztette életét, emlékükre 1975-ben állítottak emlékművet az egyetem területén.
1953-ban az egyetem új épületet kapott a Veréb-hegyen. A 240 m magas, 36 emeletes monumentális építményt, a sztálini Hét nővér egyikét Lev Rudnyev tervezte. Az építkezésen gulag-rabok dolgoztak, számuk elérte a 14 290-et. Az építkezés során a munkásokat a 24. és 25. szinten szállásolták el, hogy így csökkentsék az ellátásuk és őrzésük költségeit. Elkészültekor a világ hetedik legmagasabb épülete volt, és az első, ami nem New Yorkban épült. 1988-ig Európa legmagasabb épületének számított, de ma is a világ legmagasabb oktatási célú épülete.
Sztálin halála után némiképp enyhült a szigorúság, az egyetem ekkor vezetett be új karokat, például az Afrikai és Ázsiai nyelvek Intézetét, a Pszichológiai Kart, a Számítástechnikai és Kibernetikai Kart, számítógépes központot is létrehoztak. 1953-ban 13 000 hallgatója volt. 1959-ben külön orosz nyelv és irodalom kart hoztak létre az orosz nyelv és kultúra oktatására külföldi diákok számára akik kifejezetten az orosz nyelv elsajátítása az orosz kultúra megismerése céljából érkeztek az intézménybe. Az egyetem más karain az alapítástól kezdve tanultak változó számban és összetételben külföldi diákok.
Több Nobel-díjas tudós is itt tanult, például Andrej Szaharov magfizikus, Igor Tamm fizikus-matematikus, Alekszej Abrikoszov elméleti fizikus, de itt végzett Mihail Gorbacsov is.
1946 óta több mint 11 000 külföldi diplomázott itt. A Moszkvai Állami Egyetem több mint hatvan ország felsőoktatási intézményeivel ápol kapcsolatokat.

## Campus
Az egyetem egy rendkívül komplex együttes, több mint 600 épület, nyolc diákszállás, 15 kutatóintézet, 22 kutatólaboratórium tartozik hozzá, 300 kilométernyi vezetékhálózat, egyetemi kórház és könyvtár - utóbbi az ország legnagyobbja, a maga kilencmillió tételes állományával. Az egyetem négy múzeumot tart fenn, egy Tudományos Parkot, botanikus kertet, nyomdát és könyvesboltot üzemeltet.